# Akkarampalle
Akkarampalle es una ciudad censal situada en el distrito de Chittoor en el estado de Andhra Pradesh (India). Su población es de 44219 habitantes (2011). Se encuentra a 3 km de Tirupati y a 120 km de Chennai. 

## Demografía
Según el censo de 2011 la población de Akkarampalle era de 44219 habitantes, de los cuales 27235 eran hombres y 27511 eran mujeres. Akkarampalle tiene una tasa media de alfabetización del 76,47%, superior a la media estatal del 67,02%: la alfabetización masculina es del 83,40%, y la alfabetización femenina del 69,48%.